# Bridgwater Castle
Bridgwater Castle är ett slott i Storbritannien.   Det ligger i grevskapet Somerset och riksdelen England, i den södra delen av landet, 200 km väster om huvudstaden London. Bridgwater Castle ligger 15 meter över havet.
Terrängen runt Bridgwater Castle är platt åt nordost, men åt sydväst är den kuperad. Runt Bridgwater Castle är det ganska tätbefolkat, med 214 invånare per kvadratkilometer. Närmaste större samhälle är Bridgwater, 0,05 km söder om Bridgwater Castle. Trakten runt Bridgwater Castle består till största delen av jordbruksmark.